# 基辅国立经济大学
基辅国立瓦迪姆·黑特曼经济大学是乌克兰首都基辅的高等教育机构、国家级自治研究型大学。学校成立于1906年，根據全球高校排名機構Eduniversal全球高校排名機構Eduniversal2015年的排名，該校於乌克兰国内排名第二。现名自2005年改用，用以纪念1998年遇害的乌克兰政治家瓦迪姆·黑特曼。

## 備注
1. ↑  烏克蘭語羅馬化：Kyivskyi natsionalnyi ekonomichnyi universytet imeni Vadyma Hetmana